# Русский Ошняк
Ру́сский Ошня́к (тат. Рус Әшнәге) — село в Рыбно-Слободском районе Республики Татарстан. Является административным центром Русско-Ошнякского сельского поселения.

## География
Село расположено на реке Ошняк, в 10 км к западу от посёлка городского типа Рыбная Слобода.

## История
Село известно с 1617 года. В дореволюционных источниках упоминается также как Ошняк, Троицкое.
До 1920 года село входило в Анатышскую волость Лаишевского уезда Казанской губернии. С 1920 года в составе Лаишевского кантона ТАССР. С 14 февраля 1927 года в Рыбно-Слободском, с 1 февраля 1963 года в Пестречинском, с 12 января 1965 года в Рыбно-Слободском районе.

## Население
| 1782                  | 1859   | 1897   | 1908   | 1920   | 1926   | 1949   | 1958  | 1970  | 1989  | 2002  | 2008  | 2012  | 2013  | 2014  | 2015  | 2016  | 2017  |
| --------------------- | ------ | ------ | ------ | ------ | ------ | ------ | ----- | ----- | ----- | ----- | ----- | ----- | ----- | ----- | ----- | ----- | ----- |
| 409 душ мужского пола | 1476 ↗ | 2010 ↗ | 2345 ↗ | 2211 ↘ | 2083 ↘ | 1136 ↘ | 820 ↘ | 625 ↘ | 474 ↘ | 528 ↗ | 464 ↘ | 398 ↘ | 391 ↘ | 409 ↗ | 390 ↘ | 390 → | 395 ↗ |

По переписи 2002 года, русских — 55 %, татар — 44 %.

## Экономика
Мясо-молочное скотоводство.

## Социальная инфраструктура
Средняя школа, дом культуры, библиотека, фельдшерско-акушерский пункт.

## Религиозные объекты
Мечеть.
Часовня в честь Илии Пророка.

## Известные люди
- Батуров, Михаил Васильевич —  крестьянин, депутат Государственной думы II созыва, член Трудовой группы и фракции Крестьянского союза.
- Меркушев Александр Максимович — Герой Советского Союза, участник Великой Отечественной войны

## Фотогалерея

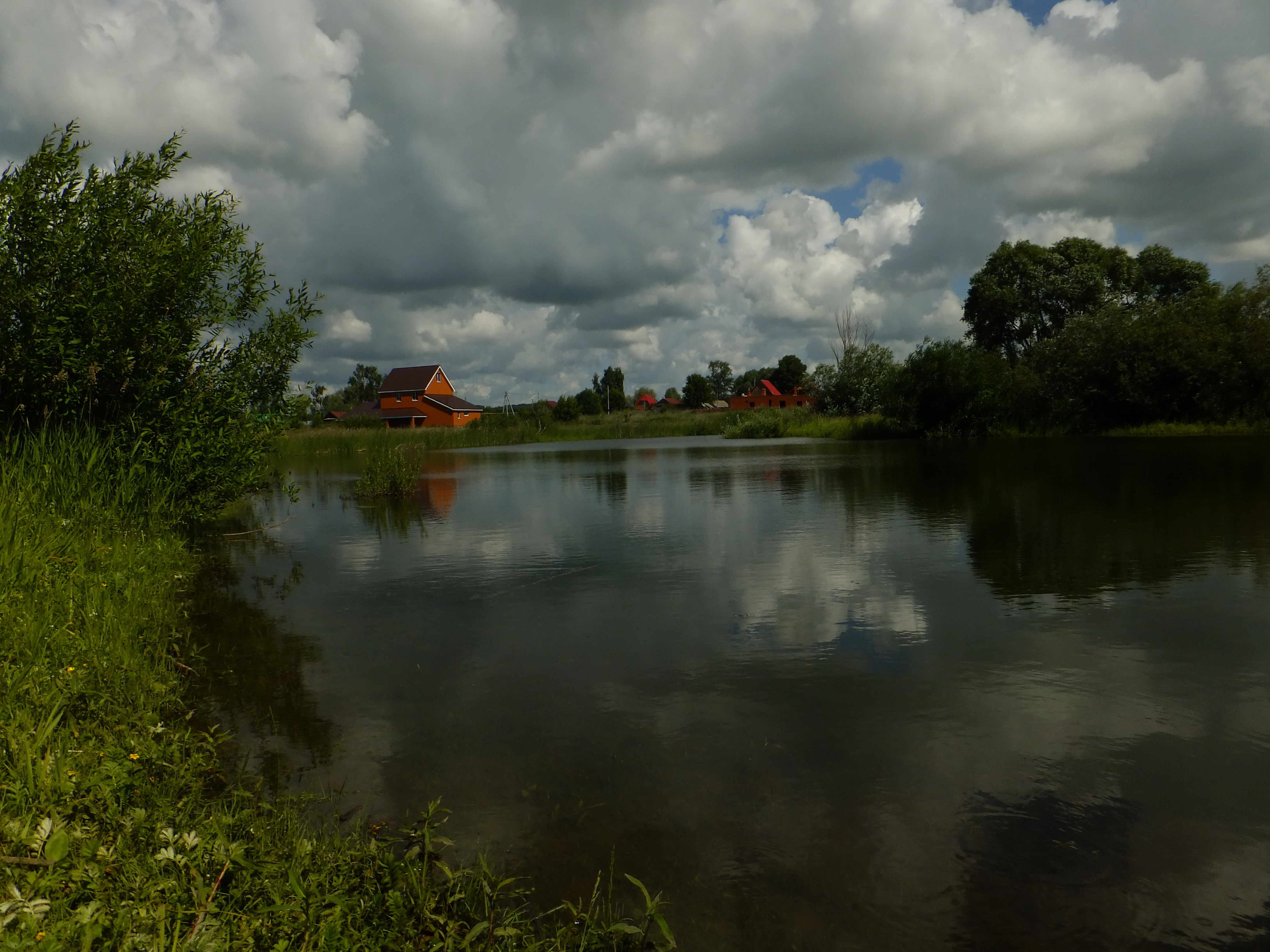
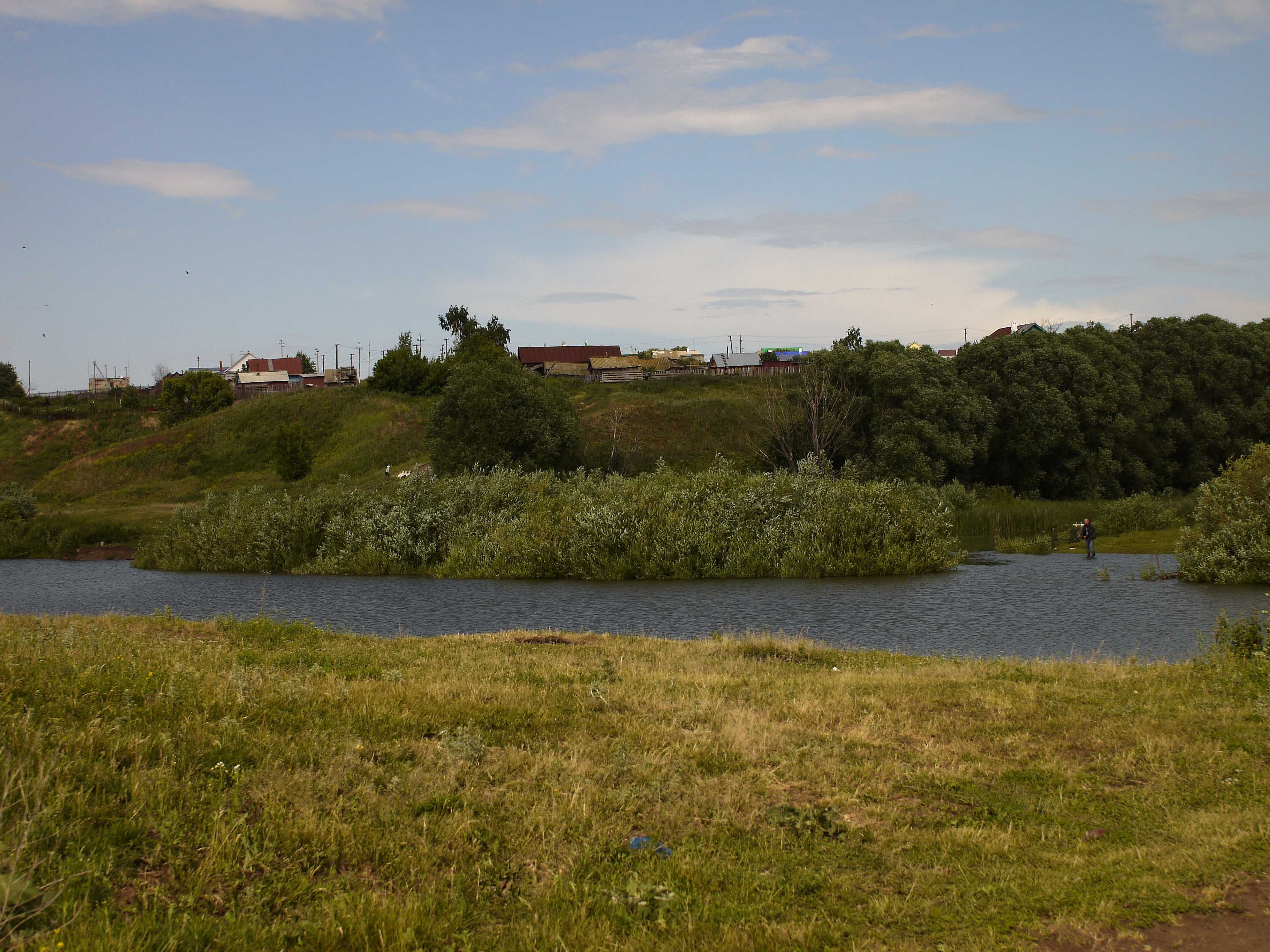
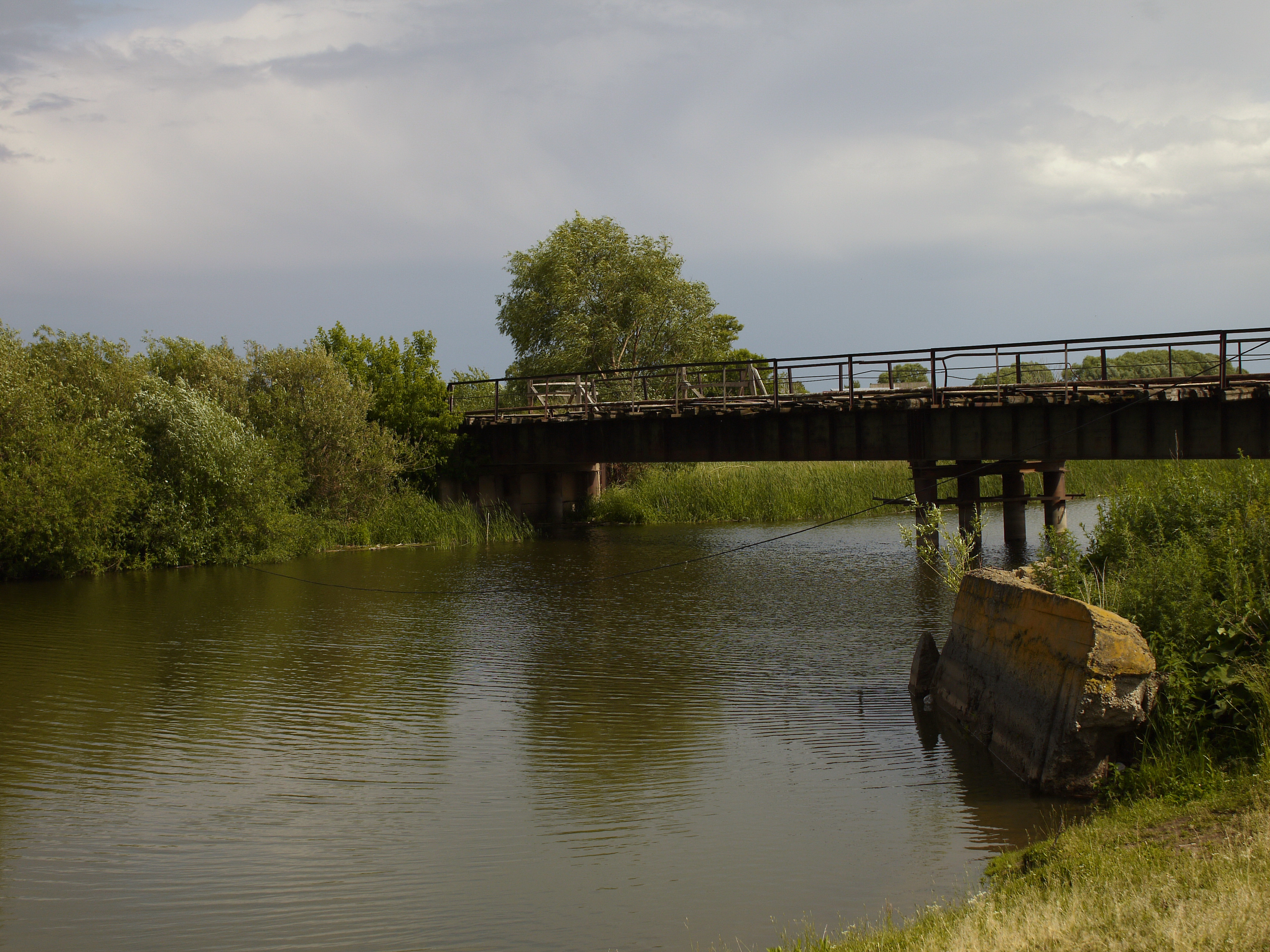
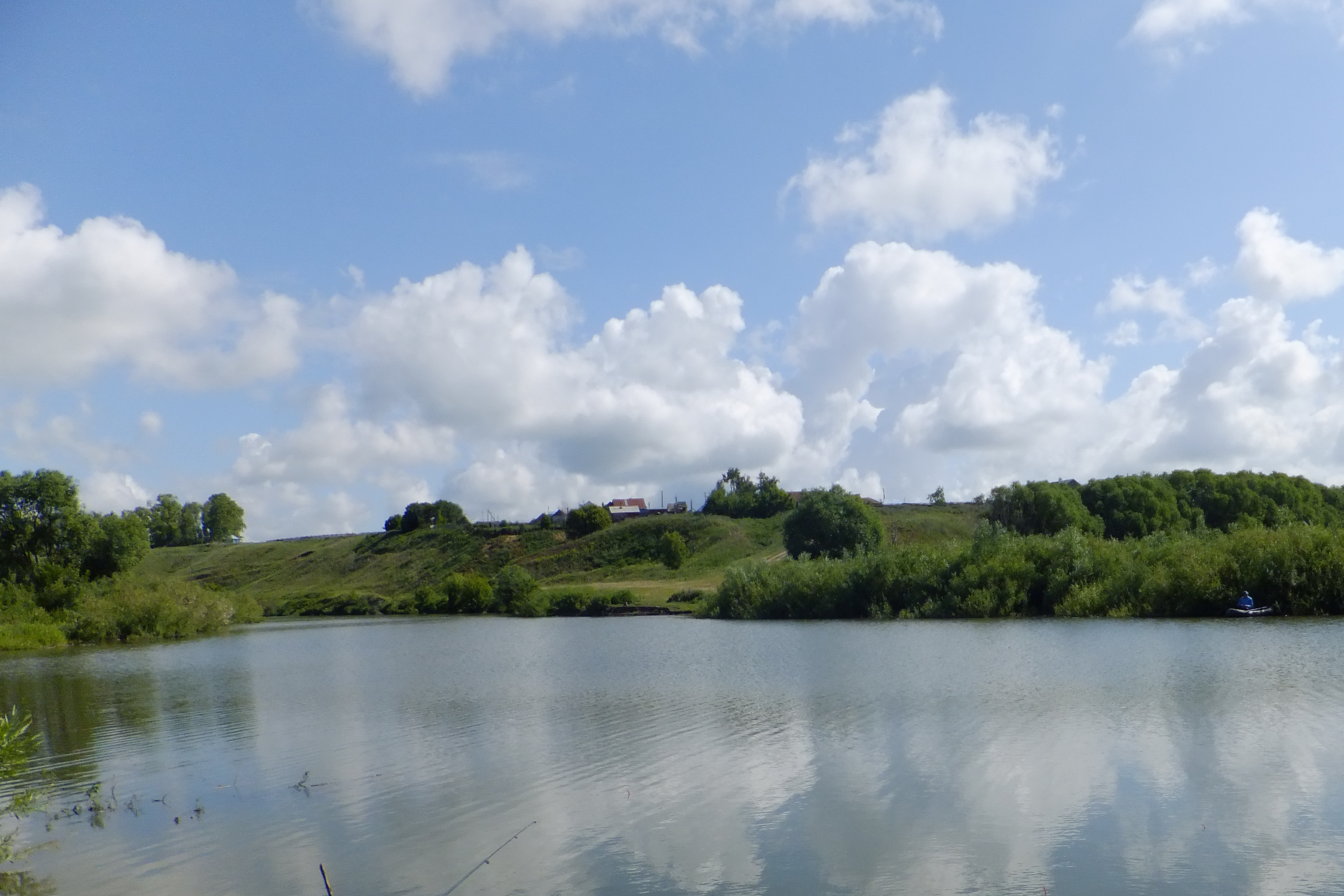